# Чеппалони
Чеппалони (итал. Ceppaloni) — коммуна в Италии, располагается в регионе Кампания, подчиняется административному центру Беневенто.

## Общие сведения
Население составляет 3396 человек, плотность населения составляет 148 чел./км². Занимает площадь 23 км². Почтовый индекс — 82014. Телефонный код — 0824.
Покровителем населённого пункта считается святитель Николай, Мирликийский Чудотворец. Праздник ежегодно празднуется 5 декабря.

## История
Первое упоминание о Чеппалони относится к 797 году, к временам правления лангобардского князя Беневенто Гримоальда III, когда гастальд по имени Вакко (Wacco) или Гуакко (Guacco) пожертвовал основанной им в Беневенто церкви Св. Бенедикта различную недвижимость, включая некое здание в Чеппалони (casalem in Ceppaluni). В 1231 году в указах императора Фридриха II своим бальи впервые упоминается территориальное самоуправление Чеппалони, которое в тот период носило наименование universitas civium (следующее упоминание относится к 1269 году, когда Чеппалони выделил средства на содержание двух пехотинцев и одного кавалериста для ополчения короля Карла I). В 1806 году, в правление Неаполитанского короля Жозефа Бонапарта, территориальные самоуправления получили современное наименование коммун.

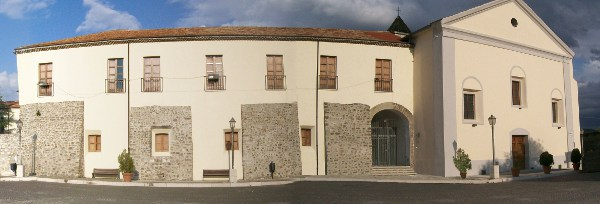
Женский монастырь и церковь Девы Марии (Santissima Annunziata)
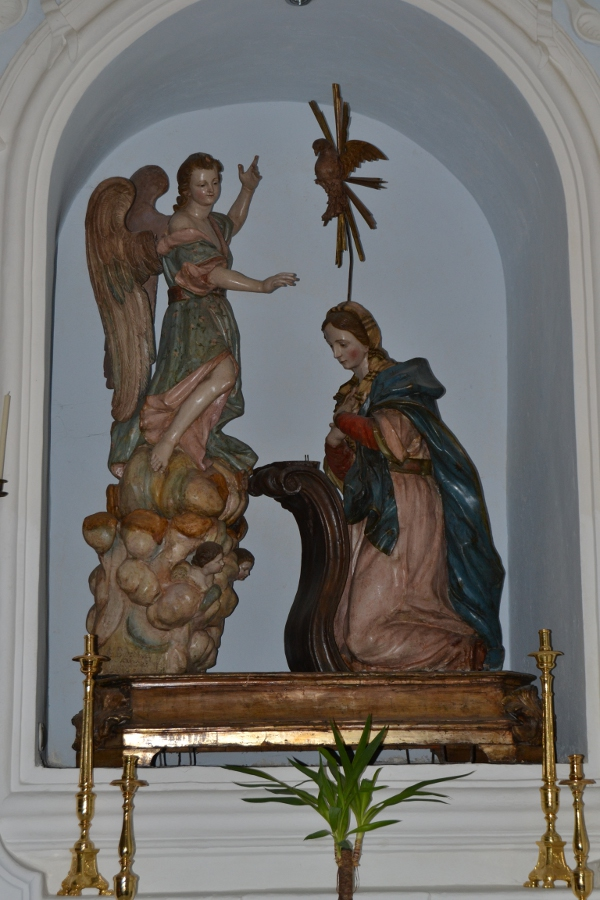
Скульптура Благовещения в церкви Девы Марии
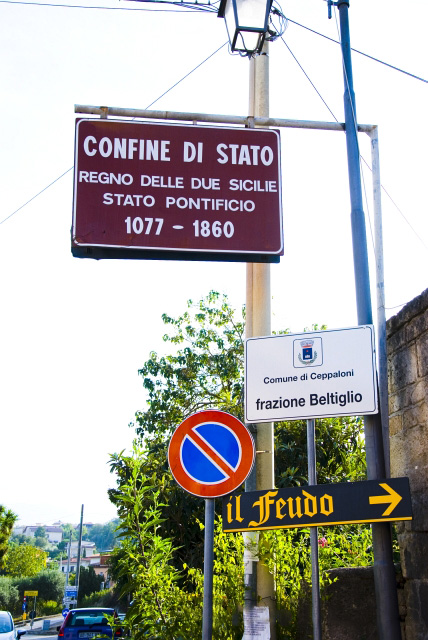
Указатель, обозначающий бывшую границу между Папской областью и Неаполитанским королевством